# Tillandsia romeroi
Tillandsia romeroi är en gräsväxtart som beskrevs av Lyman Bradford Smith. Tillandsia romeroi ingår i släktet Tillandsia och familjen Bromeliaceae.

## Underarter
Arten delas in i följande underarter:
- T. r. gruberi
- T. r. romeroi